# Ji Yanyan
Ji Yanyan (纪妍妍S, Jì YányánP; Anda, 29 maggio 1985) è un'ex cestista cinese.

## Carriera
Con la Cina ha vinto i FIBA Asia Championship for Women 2011. Ha preso parte ai Giochi della XXX Olimpiade.